# اولتینگ
اولتینگ (به انگلیسی: Ulting) یک روستا و محله مدنی در بریتانیا است که در Maldon واقع شده‌است. اولتینگ ۱۶۷ نفر جمعیت دارد.